# Награде Емпајер
Награде Емпајер су биле признања која је додељивао Емпајер, најпродаванији филмски часопис у Уједињеном Краљевству, зa достигнућа у британском и светском филму.
Добитнике награда бирају читаоци магазина. Додељују се једном годишње на церемонији која може да се прати на сајту магазина, а некада се емитује и путем телевизије. 
Спонзор награда између 8. и 13. церемоније доделе био је Сони Ериксон, а од 14. церемоније доделе ту улогу је преузео Џејмсон Ајриш виски.
Прва додела награда одржана је 1996. године, а одала су се признања филмским остварењима из 1995. године.
Последња церемонија одржана је 30. марта 2014. године у хотелу Гроувнер хаус у Лондону.

## Категорије

### Актуелне категорије
- Најбољи филм: од 1996.
- Најбољи британски филм: од 1996.
- Најбољи режисер: од 1996.
- Најбољи глумац: од 1996.
- Најбоља глумица: од 1996.
- Најбољи глумац у споредној улози: од 2014.
- Најбоља глумица у споредној улози: од 2014.
- Најбоља комедија: од 2006.
- Најбољи хорор: од 2006.
- Најбољи научно фантастични филм: од 2006.
- Најбољи трилер: од 2006.
- Најбољи новајлија: од 1996; додељивана под називом Најбољи дебитант од 1996 до 2002; 2007. била је подељена у категорије Најбољи мушки новајлија и Најбољи женски новајлија
- Done In 60 Seconds: од 2008.

### Некадашње категорије
- Најбољи британски глумац: 1996−2005
- Најбоља британска глумица: 1996−2005
- Најбољи британски режисер: 1997−2001; 2005